# Mortločki jezik
Mortločki jezik (mortlock, nomoi; ISO 639-3: mrl), jedan od trinaest tručkih jezika, šire mikronezijske skupine austronezijskih jezika, kojim govori 5 900 ljudi (1989 census) na otocima Mortlock u Federalnim Državama Mikronezije.
Postoje tri dijalekta, to su gornjomortločki (1 692), srednjomortločki (1 757) i donjomortločki (2 455 govornika). Pismo: latinica.

## Vanjske poveznice
- Ethnologue (14th)
- Ethnologue (15th)